# Euphrasia salisburgensis
Euphrasia salisburgensis là loài thực vật có hoa thuộc họ Cỏ chổi. Loài này được Funk ex Hoppe mô tả khoa học đầu tiên năm 1794.

## Hình ảnh

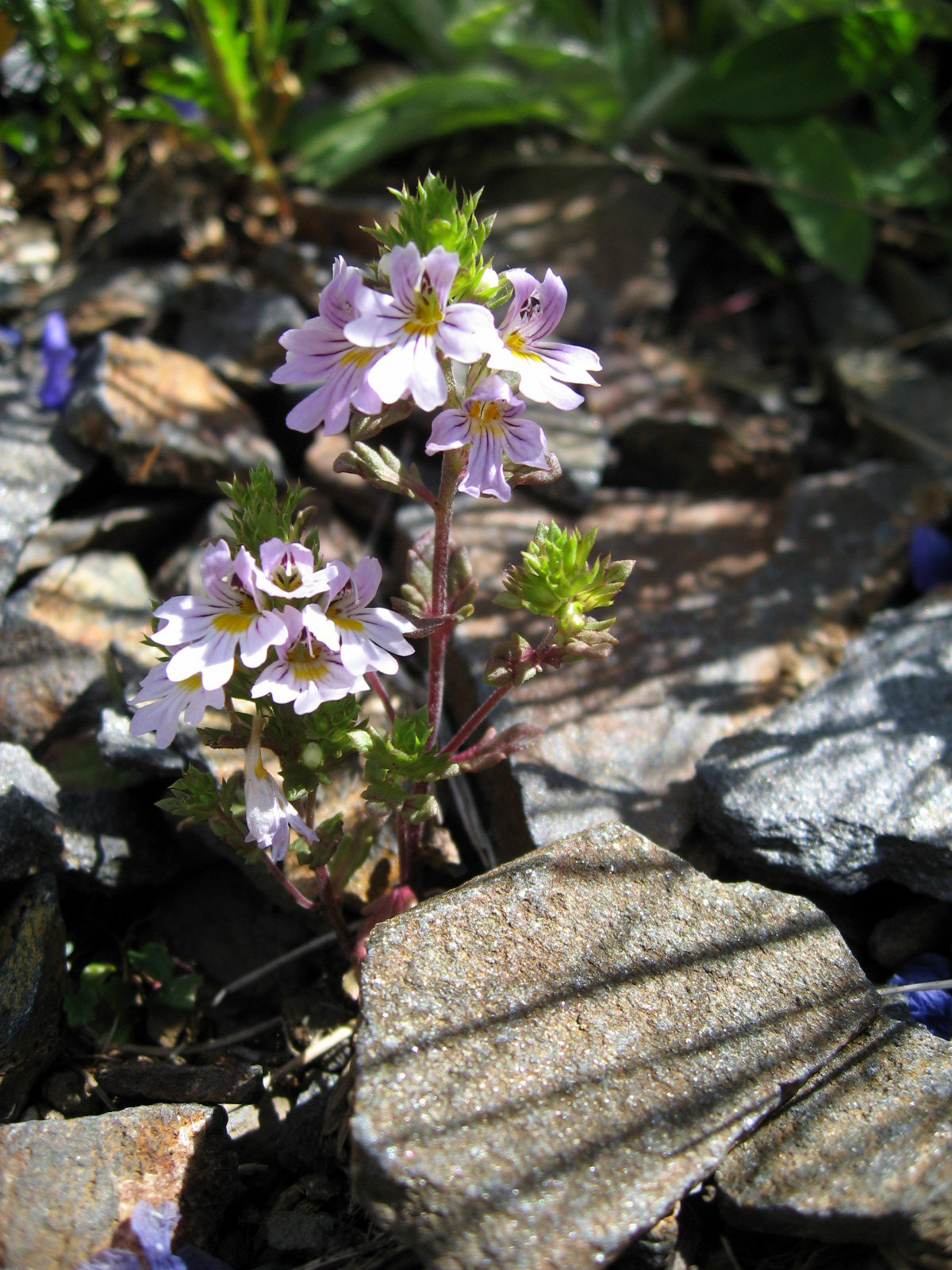
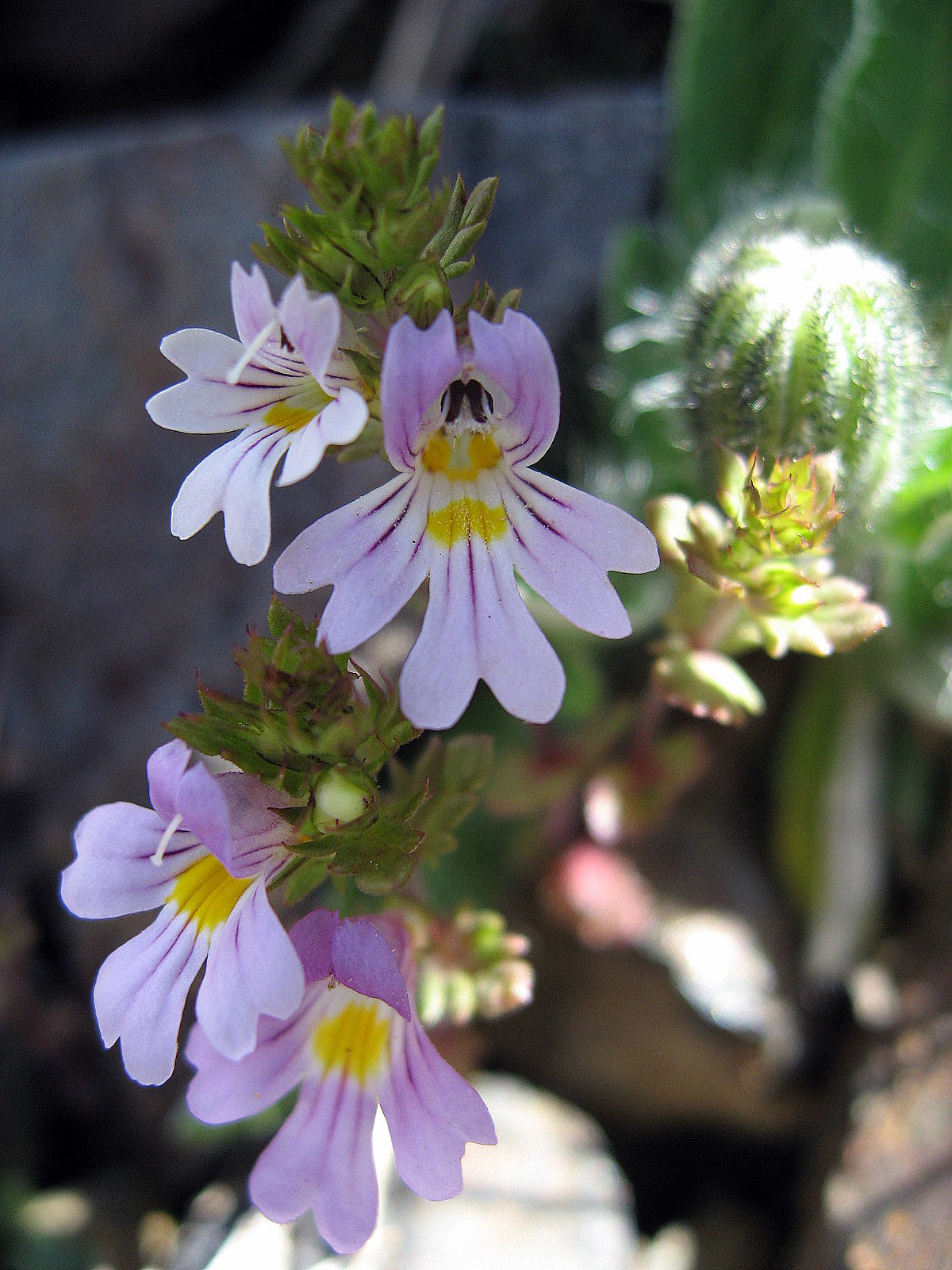
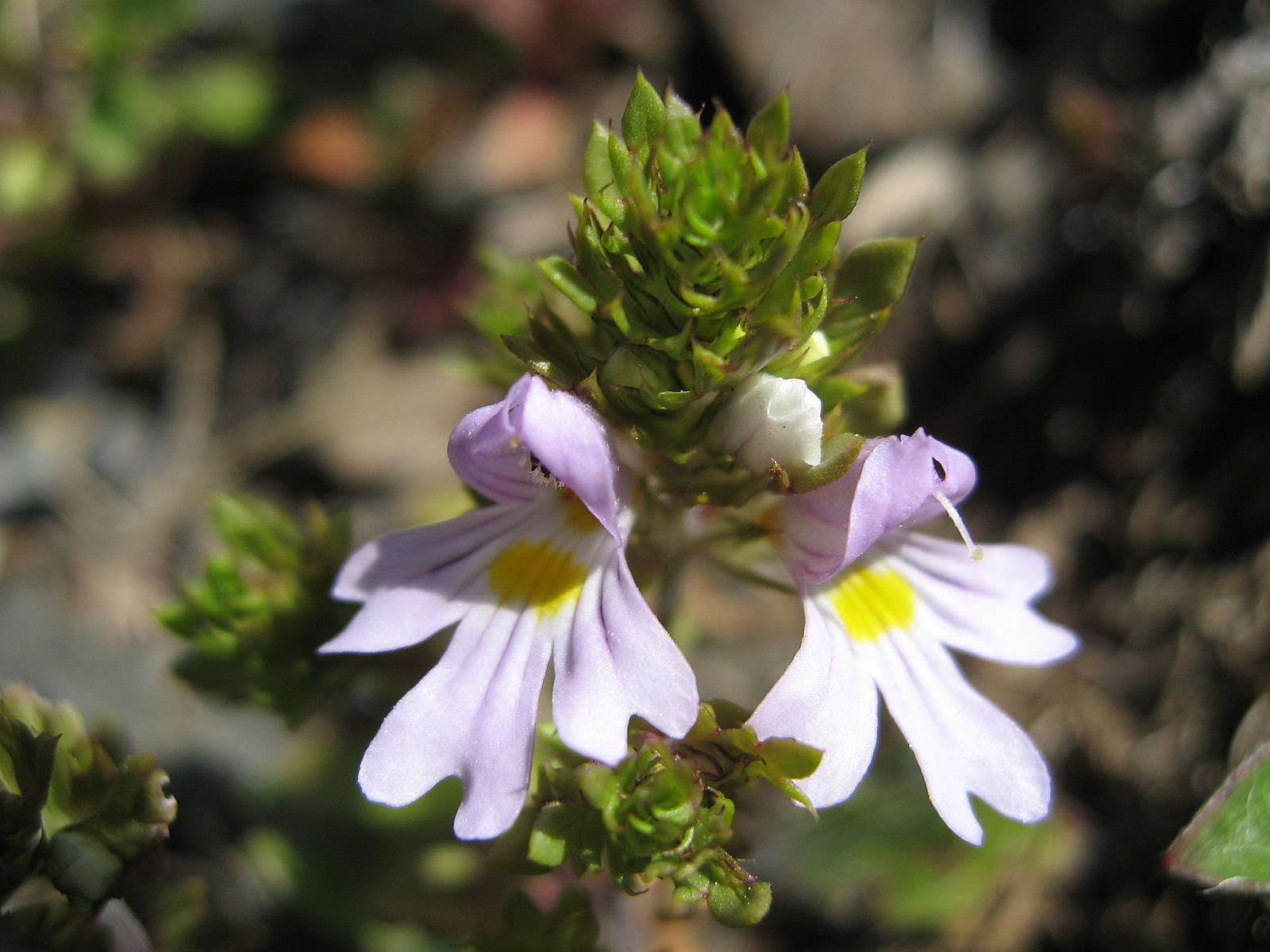
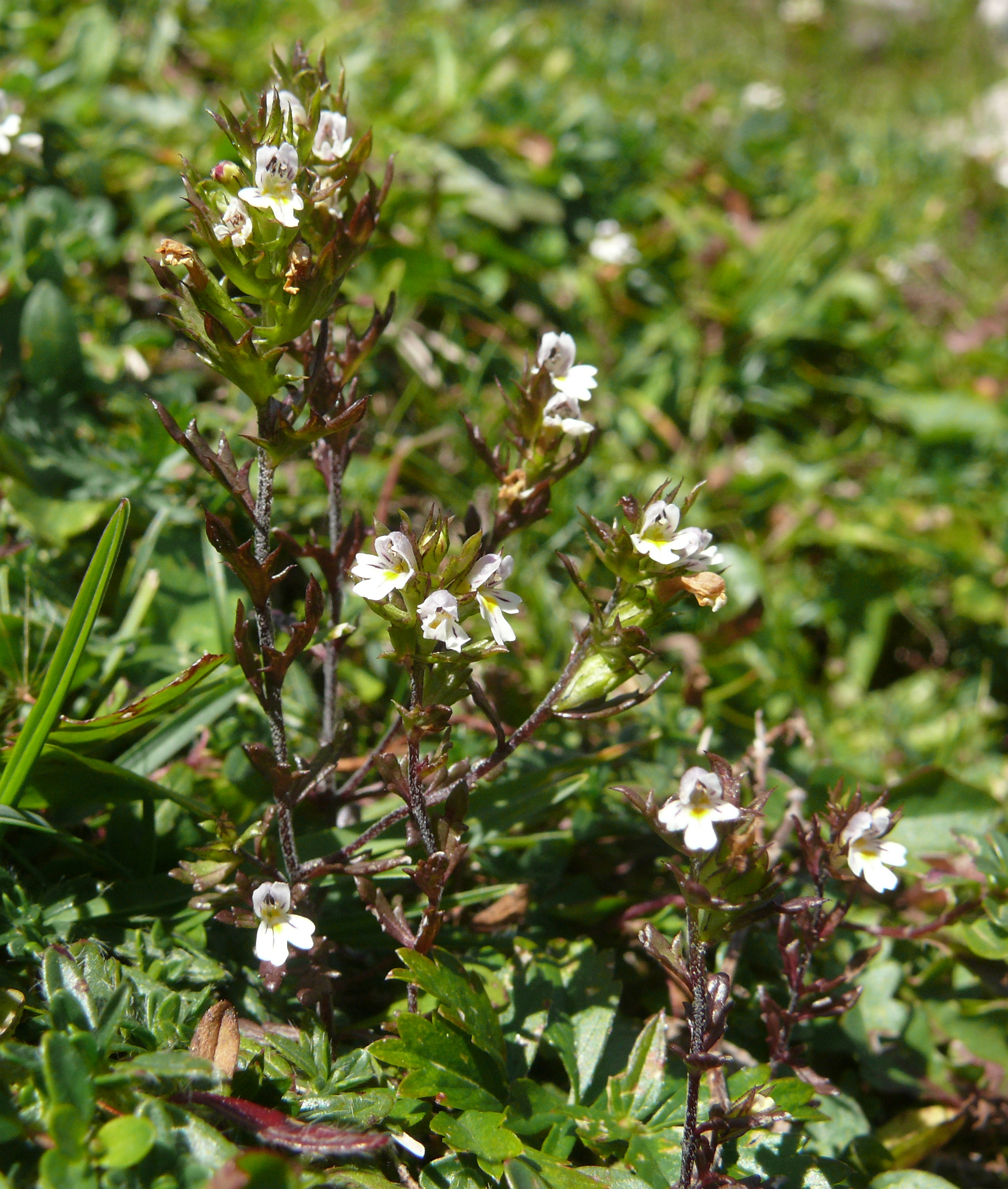